# Samuel Czambel

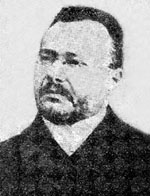
Samuel Czambel

Samuel C(z)ambel (auch Samo Czambel; * 24. August 1856 in Slowakisch-Liptsch, Komitat Sohl, Königreich Ungarn, heute Slowakei; † 18. Dezember 1909 in Csillaghegy, Österreich-Ungarn, heute Teil von Budapest) war ein slowakischer Linguist, Übersetzer und Sammler slowakischer mündlicher Überlieferungen. Pseudonyme: Ján Vlkolinský, J. I. Tatranovič, Herman Poliaček, Anna Technovská, Ján Stranský, Nikita Matejevič, Ján Ferienčík.

## Leben
Czambel kam zur Welt in einer Handwerker-Familie und studierte an den Gymnasien in Schemnitz, Großsteffelsdorf und Käsmark. Nach dem Abschluss im Jahr 1875 begann er 1876 Jura an der Universität in Budapest, wechselte aber ein Jahr später zur philosophischen Fakultät (Fach Slawistik) und führte seine Studien in Wien und Prag fort, wo er auch seine Doktorarbeit verteidigte. 1879 wurde er als Übersetzer der Gesetze ins Slowakische beim Übersetzungsabteil der ungarischen Regierung beschäftigt, 1899 wurde er zum Staatssekretär und war 1906 bis kurz vor seinem Tod im Innenministerium beschäftigt. 1887–1896 war er außerdem Mitredakteur der Regierungszeitung Slovenské noviny. Er ist am Nationalfriedhof Martin begraben.

## Werk
In seinen Werken beschäftigte er sich hauptsächlich mit der slowakischen Sprache, mit Schwerpunkt auf die Rechtschreibung. In den Werken Príspevky k dejinám jazyka slovenského (1887), Slovenský pravopis (1890), K reči o slovenskom pravopise (1891) und insbesondere Rukoväť spisovnej reči slovenskej (1892) korrigierte er Inkonsequenzen der zu diesem Zeitpunkt 40 Jahre alten Kodifikation von Michal Miloslav Hodža und Martin Hattala, war aber ebenfalls auf den mittelslowakischen Dialekten basiert. Die dritte Auflage von Rukoväť spisovnej reči slovenskej bildet heute die Basis der slowakischen Schriftsprache und war bis 1931 de facto die Normierung des Slowakischen. Im Werk Slováci a ich reč (1903) brachte er seine Theorie über den südslawischen Ursprung der Slowaken und des Slowakischen zum Ausdruck. Bis zu seinem Tod wollte er im Werk Slovenská reč a jej miesto v rodine slovanských jazykov (1906) das Sprachmaterial der heutigen Slowakei untersuchen, konnte aber nur den ersten Band über die ostslowakischen Dialekten herausgeben.
- A tót hangtan (Budapest, 1880) („Slowakische Phonologie“)
- Príspevky k dejinám jazyka slovenského (Budapest, 1887) („Beiträge zur Geschichte der slowakischen Sprache“)
- Slovenský pravopis (1890) („Slowakische Rechtschreibung“)
- K reči o slovenskom pravopise (1891) („Diskussion über die slowakische Rechtschreibung“)
- Potreba nového slovníka slovenského a maďarského (Budapest, 1891) („Das Bedürfnis des neuen slowakischen und ungarischen Wörterbuches“)
- Rukoväť spisovnej reči slovenskej (Turč. Sv. Martin, 1902, redigiert von Škultéty, 2. Auflage 1915, 3. Auflage 1919) („Das Nachschlagewerk des schriftlichen Slowakischen“)
- A tótok elcsehesítése, vagy eloroszítása (Felvidéki Híradó Túróczszentmárton 1902, 2. sz) („Bemühungen um Tschechisierung und Russifizierung der Slowaken“)
- A cseh-tót invázió (Felvidéki Híradó Túróczszentmárton 1902, 47. sz) („Tschecho-slowakische Invasion“)
- A cseh-tót nemzetegység múltja, jelene és jóvője (Turč. Sv. Martin 1902), tschechisch: Minulost, přítomnost a budoucnost československé národní jednoty (Übersetzung Ed. Guller 1904) („Vergangenheit, Gegenwart und Zukunft der tschechoslowakischen nationalen Einigkeit“)
- Slováci a ich reč (Budapest 1903) („Die Slowaken und ihre Sprache“)
- Slovenská reč a jej miesto v rodine slovanských jazykov (1906) („Die slowakische Sprache und ihre Stelle in der Familie der slawischen Sprachen“)